# Történelmi korszakolások

## A 20. század előtti történelmi korszakolások

### Ókori Egyiptom
Már az ókori egyiptomiaknál is létezett a történelem szakaszokra osztása. A mai felosztás, amely Egyiptom történelmét úgynevezett birodalmakra (óbirodalom, középbirodalom, újbirodalom) és ezen belül dinasztiákra (összesen 30-ra) osztja fel, már az ókorban megjelent és a mai történészek csak keveset módosítottak rajta. A dinasztiák szerinti felosztás legkorábbi feljegyzése Manethóntól ered, bár az ő műve csak töredékekben, mások műveiben említve maradt fenn. A három nagy korszakra történő felosztás az újbirodalmi I. Széthi fáraó egy templomának faliképén is látható, ahol a három kor első fáraói, az Egyiptomot egyesítő Meni, az első átmeneti kor után újraegyesítő I. Montuhotep és a második átmeneti kor után ismét újraegyesítő I. Jahmesz látható.

### A Biblia
Az ember hármas viszonyrendszerben él. Ez az embernek Istenhez, a többi emberhez (társadalom), valamint a többi teremtményhez (természet) való viszonya. Az emberi történelem különböző korszakolásaiban ez a hármas viszonyrendszer fejeződik ki.
A keresztény hívők szerint ebben a viszonyrendszerben az Istenhez való viszony a meghatározó, a másik két viszony ennek a következménye. „Ne aggodalmaskodjatok hát, és ne kérdezgessétek: Mit eszünk, mit iszunk? Ezeket a pogányok keresik. Mennyei Atyátok tudja, hogy ezekre szükségetek van. Ezért ti elsősorban az Isten országát és annak igazságát keressétek, s ezeket mind megkapjátok hozzá!” (Mt. 6, 31-33). Nyilvánvalóan e szemlélet tükröződik az Isten és ember közötti szövetség Isten részéről történő megerősítéseit történelmi korszakhatároknak tekintő bibliai korszakolásban.
A Bibliában is felismerhetjük annak igényét, hogy az emberi történelmet ne csupán nemzedékek egymásutánjának tekintsük, hanem ezen belül korfordulókat jelöljünk ki. Az Ószövetség szerint a tizedik nemzedék idején önti el az özönvíz a Földet, melyet csak Noé és családja él túl, egyúttal Isten szövetséget is köt Noéval, megígéri neki, hogy többé nem bocsát özönvizet a földre.  A huszadik nemzedék Ábrahám nemzedéke, akivel Isten újra szövetséget köt. Máté evangéliuma az Ábrahám és Jézus Krisztus közötti kort három szakaszra osztja. Ábrahámtól Dávidig tizennégy nemzedék, Dávidtól a zsidók babiloni fogságáig tizennégy nemzedék és a babiloni fogságtól Krisztusig ismét tizennégy nemzedék. A megjelölt korszakfordulók mindegyikén megfigyelhető Isten és ember szövetségének a megerősítése, mely aztán Jézus Krisztusban, az Istenemberben éri el csúcspontját.

### Reneszánsz
A reneszánsszal elkezdődik a tudatos emberi tevékenység céljának szekularizálódása. A reneszánsz idején meghonosodnak a történelmi korszakolásra ma is használt ókor, középkor és újkor kategóriái. A felosztás a művészetek és a tudományok fejlődése szempontjából történik. A reneszánsz képviselői abban hittek, hogy a „sötét középkor” után új korszak kezdődik, amelyben az antikvitás hagyományaihoz visszanyúlva újjászületik a művészet és a tudomány.
A reneszánsz és a felvilágosodás tudósai körében az ókor és a középkor közötti törést, diszkontinuitást hangsúlyozó szemlélet volt uralkodó: e szerint, cezúrát jelent a 476-os dátum, a Nyugat-római Birodalom megszűnésének hagyományos dátuma, Sablon:Navbox alcsoportRomulus Augustulus lemondatása.

### Rousseau
A 18. század közepén Jean-Jacques Rousseau-nál egyértelműen az ember–természet viszony válik meghatározóvá. A francia filozófus határozott nemmel felel a dijoni akadémia kérdésére, hogy vajon jutott-e előbbre az emberiség a művészetek és a tudományok fejlődése által. Ő az egyénnek mint individuumnak az ideológiáját képviseli kikristályosodott formában.
Szerinte a természeti állapotban sem az egyének születése, sem nevelésük nem feltételez sem családot, sem másfajta közösséget. „Valójában pedig az eredeti állapotban – írja Rousseau „Értekezések az emberek közötti egyenlőtlenség eredetéről és alapjairól” c. művében – senkinek nem volt se háza, se kunyhója, se bárminemű tulajdona, s így mindenki vaktában vert tanyát, gyakran egyetlen éjszakára csupán; a hímek és a nőstények véletlenszerűen társultak, az alkalom, találkozásaik és vágyaik szerint, s közlendőik tolmácsolásához nem volt különösebb szükség a szóra. Ugyanilyen könnyen meg is váltak egymástól. Az anyát kezdetben a saját szükséglete vitte rá, hogy megszoptassa gyermekeit; később a szokás folytán kedvessé váltak számára, s ekkor már az ő szükségleteik miatt táplálta őket. De mihelyt elegendő erőre kaptak, hogy táplálékukat megkeressék, haladéktalanul elhagyták anyjukat; s minthogy az emberek csak egyféleképpen találhatták meg újból, ha nem veszítették szem elől egymást, ezért csakhamar oda jutottak, hogy még csak fel sem ismerte egyik a másikát.”

### Condorcet
A 18. század végén az ugyancsak francia Condorcet márki foglalta össze „Az emberi szellem fejlődésének vázlatos történeté”-t. Condorcet szerint az emberi természettől joggal remélhető a haladás, ami nem más mint az igazság vagy a boldogság útján tett előrelépések. ” Szerinte „az erkölcs haladása mindenkor együtt járt az ismeretek gyarapodásával, mint ahogyan a közerkölcsök megromlása is mindenkor követte vagy előre jelezte a tudományok hanyatlását.
Condorcet 9 korszakra osztja az addigi történelmet, alapvetően az emberi szellem, illetve tudományok fejlődése alapján. A betűírás feltalálása előtti első három korszaknál (1. törzsekbe tömörült emberek, 2. pásztornépek, 3. földművelő népek) még értelemszerűen nem a tudományos fejlődés a korszakolási kritérium, az ezt követő 4-9. korszakoknál, azonban már a korszak megnevezése is egyértelművé teszi a tudományos fejlődés szerepének kiemelését:
- A negyedik korszak: az emberi szellem fejlődése Görögországban a tudományok Nagy Sándor százada körüli megoszlásáig.
- Az ötödik korszak: A tudományok fejlődése szakosodásuktól hanyatlásukig.
- A hatodik korszak: A tudományok hanyatlása a keresztes hadjáratok idején végbement megújulásukig.
- A hetedik korszak: A tudománynak Nyugaton való feltámadása felé tett első lépéseitől a könyvnyomtatás feltalálásáig.
- A nyolcadik korszak: A könyvnyomtatás feltalálásától addig a századig, amelyben a tudományok és a filozófia lerázták magukról a tekintély igáját.
- A kilencedik korszak: Descartes-tól a Francia Köztársaság megalakulásáig.

Az arisztokrata Condorcet azonban hiába tekintette a Francia Köztársaság megalakulását az emberi szellem jövőbeli fejlődése (10. korszak) kiindulópontjának, maga is a jakobinus terror áldozata lett.

### Hegel
Az egyén szabadságának ideológiáját önti aztán filozófiai remekműbe Hegel a 19. század elején, amikor a szabadság szükségszerűségét hirdeti a világtörténelmi mozgás céljaként. Hegelnél azonban – Rousseau-val ellentétben – az egyén szabadságát már korlátozza az, hogy a szabadság nem más, mint a felismert szükségszerűség, ami által megkülönbözteti a szabadságot a szabadosságtól.

### Marx és Engels
Karl Marx és Friedrich Engels az emberek egymás közötti viszonyait, illetve e viszonyokon belül is a termelési viszonyokat tekintik a történelmi fejlődés alapjának. Marx a magántulajdonon alapuló egyéni szabadsággal a szabad egyének társulásán alapuló közösséget állítja szembe a történelmi fejlődés céljaként, szerinte ugyanis az egyén csak ilyen közösségben lehet valóban szabad. Ennek történelmi megalapozásában nagy szerepet játszott az írott történelem előttről származó leletek megsokasodása, valamit azok a néprajzi felfedezések, amelyek – Rousseau természeti állapotával szemben – azt igazolták, hogy az írásos történelem előtt a közösségi társadalom volt a jellemző. A hegeli tézis, antitézis, szintézis „talpra állításával” kialakult a közösségi tulajdonon, magántulajdonon, majd ismét közösségi tulajdonon alapuló társadalmak fejlődésének képlete, amin belül a magántulajdon korszaka szintén három részre osztható, az antik, a germán és a tőkés társadalmi formákra.
A termelési viszonyokat a termelőerők (azon anyagi dolgok összessége, amely a termeléshez rendelkezésre áll) és a termelési mód (a társadalmi struktúrából adódó terményelőállítási mód) határozza meg. A termelőerők folytonosan, lineárisan fejlődnek, miközben a termelési mód hosszabb ideig változatlan. Ez társadalmi feszültségeket okoz és halmoz fel, amely időnként robbanásszerűen változtatja meg a társadalmat.
Engels „A család, a magántulajdon és az állam eredete” című művében, részben Morgan néprajzi kutatásai nyomán is, 1) a vadság, 2) a barbárság, 3) a civilizáció korszakára osztja az emberi történelmet, és mindhárom korszakon belül három-három fokot (alsó, középső és felső fok) jelöl meg.

### Korai tudományos korszakolások
A filozófusok alkotta korszakolások mellett a régészeti leletanyagok megsokasodásával már a 19. század első évtizedeiben megjelent az őskornak kő-, bronz- és vaskorra (Thomsen), majd később a kőkorszaknak paleolitikumra (őskőkorszak) és neolitikumra (újkőkorszak) történő felosztása (Worsaae, Thomsen utódja a koppenhágai múzeum élén, más források szerint John Lubbock nevéhez kötődik a „újkőkorszak” fogalmának megalkotása).  Majd az 1870-es években Pulszky Ferenc, a Magyar Nemzeti Múzeum akkori igazgatója bizonyította be a neolitikum és a bronzkor közötti rézkor megkülönböztetésének jogosságát.

## 20. századi történelmi korszakolások
A 20. században, a köztudatban legelterjedtebb korszakolás az emberi történelmet őskorra, ókorra, középkorra és újkorra osztotta fel. A történelmi korszakok határait a különböző felfogásokat képviselő történészek különböző eseményekhez kötik. (bővebben lásd: korszakok) Így például az őskor és az ókor közötti váltást egyesek a városok forradalmához (a városok viszonylag nagyszámú megjelenése Mezopotámiában, Egyiptomban, az Indus völgyében), mások az első államok kialakulásához, megint mások az írás megjelenéséhez kötik.  Az ókor és a középkor közötti korszakhatárt általában nem egy új korszak valamely jellemzőjének a megjelenésével, hanem a Nyugat-római Birodalom bukásával jelölik. Ugyancsak különböző eseményeket jelölnek meg a középkor és az újkor közötti korszakhatárként: a nagy földrajzi felfedezések, a holland polgári forradalom, az angol polgári forradalom vagy a nagy francia forradalom. A forradalmaknak a középkor és az újkor közötti korszakhatárként való felfogása különösen a marxista-leninista történelemfelfogásban volt jellemző, mely ezt a korszakváltó kritériumot tovább alkalmazva az újkortól is megkülönböztette legújabb korként az oroszországi nagy októberi szocialista forradalommal kezdődő évtizedeket.
A század folyamán egyre közismertebbé vált az őskornak paleolitikumra (őskőkorszak) és újkőkorszakra (új kőkorszak) való felosztása is. A paleolitikum és a neolitikum közötti váltást jelentő neolitikus forradalom lényegét Gordon Childe nyomán a történetírás egyre inkább az ún. zsákmányoló (gyűjtögető, vadász, halász) életmódról a mezőgazdaságra (állattenyésztés, földművelés) való áttérésben jelölte meg.
Oswald Spengler és Arnold Toynbee elméletei:
Mint ismeretes, Spengler összesen 8 a teljes érettségig eljutott történelmi kultúrkört sorolt föl: a maja, kínai, indiai, babilóniai, egyiptomi, arab, antik és nyugati kultúrkört; Toynbee szerint pedig a civilizációk közül (az életképtelen 4, a már elpusztult 16, a fejlődésben megrekedt 3 mellett) a kifejlődött és ma is létező 7: a kínai, a japáni, a hindu, az iszlám, a balkáni, az orosz és a nyugati. Huntington némiképpen ingadozik a civilizációk (vagy kultúrák) fölsorolásakor. Tételesen és egyértelműen a következőket adja meg: 1. kínai, 2. japáni, 3. hindu, 4. iszlám, 5. ortodox, 6. nyugati, 7. latin-amerikai. Megemlíti továbbá a vitatott 8. afrikai civilizációt (nyilván inkább: kultúrát), valamint 9. a buddhista kultúrát is, bár végül úgy véli, hogy ez nem kapcsolódik egy külön civilizációhoz. A civilizációk (kultúrkörök) lényegi meghatározó eleme ugyanis a vallás.
Ami azonban Arnold Toynbee-t illeti, meg kell említeni, hogy a II. világháború után „Toynbee módosította módszertani alapelvét, ekkor már nem a civilizációkat, hanem a magasabb rendű vallásokat tekintette a történelem legfontosabb jelenségeinek. Ennek indoka az a felismerés, hogy minden ma élő harmadik generációs civilizáció mögött valamilyen egyház áll, amelyen keresztül az adott civilizáció egy második generációs civilizációhoz kapcsolódik. Ezzel ellentétben a második generációs civilizációk más módon kapcsolódnak a saját elődjeikhez, ezért felül kell vizsgálni a történelem menetéről mind ez ideig elfogadott sémát.”
A vallás, ahogy a történész látja című, összefoglaló jellegű művében Toynbee a vallás három lehetséges tárgyát különbözteti meg: a természetimádatot, az emberimádatot és az Isten imádását. Az embernek a nem emberi természet feletti, néhány tízezer évvel ezelőtt, a felső paleolitikumban bekövetkezett győzelmétől kezdődő történelem e három választási lehetőség története, amelyen belül a természetimádat aránytalanul hosszú korszakot ölel fel. „Hosszú időtartam ez – írja Toynbee –, összehasonlítva azzal a 3000 évvel vagy közel annyival, mialatt az ember – elérvén történeti fejlődésében azt a fokot, amikor többé már nem akarja imádni a természetet, mivel úgy képzeli, hogy már leigázta azt – habozott dönteni önmaga és Isten mint imádásának tárgya között (…).”

## Az emberi történelem Teilhard de Chardinnél
Teilhard de Chardinnél történelmi fejlődésben megint az Istenhez való viszony válik meghatározóvá, de úgy, hogy emellett, ezzel szinkronban kell fejlődnie mindenkor az ember és természet viszonyának és az emberek egymáshoz való viszonyának, illetve az e viszonyokat feltáró tudománynak és alakító lelkiségnek is. Teilhard sokak által bírált optimizmusa abból a hitből fakad, hogy a tudomány és az egységes lelkiség tovább-, illetve kifejlődésével az emberiség számára megnyílik a kollektív kiút a modern idők szorongásából.
Teilhard szerint szigorú tudományos analízissel nem lehet bebizonyítani a további fejlődés szükségességét, ha azonban figyelembe vesszük, hogy az isteni szeretet nélkül az eddigi fejlődés sem valósulhatott meg, joggal hihetünk ennek a fejlődének a folytatásában.
Teilhard szerint az emberi történelem a Világegyetem és benne az Élet fejlődésének folytatása, amely a Gondolat megjelenésével kezdődött. A Gondolat megjelenésével a Földnek egy új rétege alakul ki, a Nooszféra, hasonlóan ahhoz, ahogy az Élet elterjedésével kialakult a Bioszféra. „Meglátjuk majd – olvashatjuk az Emberi jelenségben -, épp oly messzi kiterjedésű, ám sokkal összefüggőbb az előző rétegeknél, valóban új réteg ez, a „gondolkodó réteg”, amely a Harmadkor végén csírázott ki, s azóta végigárad a Növény- és Állatvilág felett: a Bioszférán kívül és afelett, a Nooszféra.”  A Nooszféra kibontakozásának fázisai:
1. Az előemberek elágazódásának időszaka;
2. A neandervölgyi-félék nyalábja;
3. A bonyolult homo-sapiens;
4. Átalakulás a csiszolt kőkorszakban;
5. A csiszolt kőkorszak folytatása a Nyugat felemelkedése.

Az emberi történelem teilhardi korszakolás szerinti első három korszaka mai szakkifejezéssel élve az úgynevezett hominida történelmet öleli fel. Hominidáknak, azaz emberféléknek a homo sapienst megelőző emberi (Homo) nemhez tartozó fajokat nevezzük.
A teilhardi történelemfelfogás legjellemzőbb kategóriája a „Nooszféra”. A kibontakozott Nooszférával rendelkező Földet nevezi Teilhard a modern Földnek. A modern Föld legfontosabb eseménye a Fejlődés és e Fejlődés dimenzióinak a felfedezése. Ez az esemény azonban maga is több összetevőből áll, és talán pontosabb, ha (ezt is) folyamatnak nevezzük. Kezdete a reneszánsz időszakára nyúlik vissza, amikor előbb a Térről, majd később az Időről is kiderül, hogy sokkal nagyobb kiterjedésűek, mint azt korábban elképzelték.
Teilhard de Chardin szerint a reneszánsszal újabb korforduló kezdődött az emberiség történetében. A földtulajdon hatalmát felváltotta a pénz hatalma, az ipari változások megsokszorozták az emberiség rendelkezésére álló energiákat, majd a Francia Forradalommal elkezdődött a tömegek ébredése is.  A korváltozás alapjául szolgáló gondolatváltozás elsősorban a Térről és Időről alkotott elképzelések átalakulását hozta. „A régi geocentrikus világkép széthullása után szabadult fel az égbolt az azóta megismert hatalmas kiterjedések számára.”  A 18. század közepétől pedig megjelennek a Bibliából már nem levezethető időszámítások, amelyek az addig elképzeltnél sokkal hosszabb idejűre datálják mind a Föld és a teremtett világ korát.
Teilhard szerint azonban a Tér-Idő kiterjedésének észlelésénél fontosabb az a felfedezés, hogy mindezek a Fejlődés egységes folyamatának dimenziói. „Mindeddig a geometria három tengelyén nyugvónak, állandónak és feloszthatatlannak tűnt a Világ. Most egyetlen folyamattá vált.” „’Modernné’ az teszi az Embert (…), hogy nem csupán Térben vagy Időben, hanem Tartamban – vagy ami ugyanazt jelenti, biológiai Tér-Időben – is képes látni; sőt egyáltalán képtelen bármit, legfőként önmagát másként szemlélni.”
A 19. század közepétől először a biológiában jelenik meg a lények megoszlását, egymásutánját és szolidaritását közös genezisből származó együttes növekedésének felismerése, majd a fizikában (a 20. század első évtizedeiben) és a kémiában (a 20. század közepén) is megjelenik az atomoknak részecskékből, illetve a bonyolultabb elemeknek az egyszerűbb elemekből való kialakulásán elmélete. Az Evolúció felfedezésének eredményeképpen a - reneszánszhoz képest mérhetetlenül kitágult - Tér és Idő nem más lesz, mint ennek a folyamatnak a Tartama.
Az emberi élet színterét a világ középpontjába állító geocentrikus világkép felbomlásának eredményeként a tudomány tehát egy olyan világképhez jutott, amelyben minden eddigi fejlődés legkifinomultabb eredménye az Ember. „Az Ember már nem a Világegyetem központja, mint oly naivul hittük – ám, ami sokkal nagyszerűbb, a hatalmas biológiai szintézis felfelé ívelő nyílvesszeje. Az Ember és csakis az Ember alkotja az élet egymás utáni Rétegeinek legutolsóként született, legfrissebb, legbonyolultabb, legkifinomultabb szintjét.”
A Tér és az Idő mérhetetlen távlataival való szembekerülés azonban nemcsak felszabadítóan, hanem egyúttal nyomasztólag is hat az emberi szellemre. „Szellemünknek le kell mondania a megszokott szűk keretek kényelméről, hogy a mérhetetlenül megnövekedett vonalakhoz és távlatokhoz alkalmazkodhasson.”  Ez a modern nyugtalanság alapja. A 20. század embere olyan távlatokra döbbent rá, és olyan szorongásokat ismert meg, amilyeneket a korábbi nemzedékek nem ismertek.
A modern nyugtalanságból nem mutathat kiutat egyedül a tudomány, ehhez szükség van a hit előretekintő meggyőződésére is. Az Evolúció önmagára ébredése egyben annak végét is jelentené? Ez nem tűnik észszerűnek. Az Evolúció folytatódásának hite tehát nem egy irracionális hit, hanem észszerű hívásokra választ adó hit. „Valóban a Világ túlságosan nagy dolog. A kezdetek óta, hogy megszüljön bennünket, rengeteg valószínűtlennel játszott csodálatos módon, … Ha megkezdte művét, be is tudja fejezni ugyanazokat a módozatokat követve és ugyanazzal a tévedhetetlenséggel, amellyel belefogott.”
Az modern nyugtalanságból való kiút nem csupán túlélési lehetőség, hanem a gondolkodás, az emberi szellem magasabb szintre emelésének lehetősége is. „Beláthatjuk, hogy a gondolkodás fokára jutott Élet felépítettségénél fogva nem folytatódhat a mind magasabbra emelkedés követelménye nélkül…. nem csupán a túlélés adódik számunkra legalábbis közösségi értelemben, hanem a felsőbbrendű élet is.”
Az „Emberi jelenség” című mű egységes fejlődési folyamatként kezeli a külső anyagi fejlődést, a belső pszichés fejlődést, az élet fejlődését, és a gondolat fejlődését. A „modern nyugtalanság” kategóriájában megragadja ugyanakkor az fejlődés újabb szintre emelkedésének szükségszerűségét is hacsak nem tekintjük az egész eddigi fejlődést egy rosszindulatú vagy cinikus játéknak. Ez a következő fokozat a felsőbbrendű élet.